# مصطفی کمال پاشا (شهر)
مصطفی کمال پاشا (به ترکی استانبولی: Mustafakemalpaşa) شهری است در کشور ترکیه که در استان بورسا واقع شده است. جمعیت این شهر بر اساس سرشماری سال ۲۰۰۸ میلادی ۵۶٬۴۹۰ نفر و بر اساس برآوردهای سال ۲۰۰۹ میلادی ۵۷٬۱۶۲ نفر می‌باشد.